# Козел, Евгений Сергеевич
Евгений Сергеевич Козел (бел. Яўген Сяргеевіч Козел; род. 22 февраля 2001, Столин, Брестская область) — белорусский футболист, нападающий пинской «Волны».

## Клубная карьера
Начинал заниматься футболом в ДЮСШ своего родного города Столина. В 2014 году перебрался в академию солигорского «Шахтёра». В 2017 году начал выступать за дубль команды. Осенью 2017 года принимал участие в розыгрыше Юношеской лиги УЕФА. Дебютировал на турнире 27 сентября в гостевом матче с латвийской «Лиепаей». Козел на 6-й минуте открыл счёт в матче, а через 15 минут был вынужден покинуть поле. Его команда проиграла 1:2, но по сумме двух встреч прошла в следующий этап. Также принял участие в ответной игре следующего раунда против словацкой «Нитры». Летом 2019 года проходил сборы с молодёжной командой санкт-петербургского «Зенита».
В марте 2020 года на правах аренды вместе с ещё одним партнёром по команде Антоном Ковалёвым перешёл в латвийский «Тукумс 2000». В связи с остановкой чемпионата Латвии из-за пандемии COVID-19 Козел не сыграл за новую команду ни одного матча. 3 июля вернулся в «Шахтёр», после чего сразу был отдан в аренду в «Городею». На следующий день дебютировал в её составе в Высшей лиге в домашней игре с «Витебском». На 61-й минуте встречи он вышел на поле вместо Дмитрия Игнатенко. В сентябре 2020 года вернулся в «Шахтёр», где вновь стал играть за дубль.
В марте 2021 года был отдан в аренду речицкому «Спутнику». чередовал выходы в стартовом составе и на замену. В июле, после того как «Спутник» снялся с Высшей лиги, вернулся из аренды в «Шахтёр». В июле-августе провёл три матча за основную команду (2 — в Кубке Беларуси и 1 — в чемпионате), после чего выступал только за дубль.
23 января 2022 года на правах аренды перешел в «Динамо-Брест».
В июле 2022 года покинул брестское «Динамо» и отправился в петриковский «Шахтёр».
В январе 2023 года футболист находился на просмотре в «Барановичах». В феврале 2023 года футболист подписал контракт с клубом.
В январе 2024 года футболист перешёл в пинскую «Волну», подписав однолетний контракт.

## Карьера в сборных
В октябре 2019 года в составе юношеской сборной Беларуси принимал участие в отборочном турнире к чемпионату Европы.

## Статистика выступлений

### Клубная статистика
| Выступление      | Выступление      | Выступление      | Лига | Лига | Кубки | Кубки | Конт. кубки | Конт. кубки | Итого | Итого |
| Клуб             | Лига             | Сезон            | Игры | Голы | Игры  | Голы  | Игры        | Голы        | Игры  | Голы  |
| ---------------- | ---------------- | ---------------- | ---- | ---- | ----- | ----- | ----------- | ----------- | ----- | ----- |
| → Городея        | Высшая лига      | 2020             | 6    | 0    | 1     | 0     | 0           | 0           | 7     | 0     |
| → Городея        | Итого            | Итого            | 6    | 0    | 1     | 0     | 0           | 0           | 7     | 0     |
| → Спутник        | Высшая лига      | 2021             | 13   | 2    | 1     | 0     | 0           | 0           | 14    | 2     |
| → Спутник        | Итого            | Итого            | 13   | 2    | 1     | 0     | 0           | 0           | 14    | 2     |
| Шахтёр           | Высшая лига      | 2021             | 1    | 0    | 2     | 1     | 0           | 0           | 3     | 1     |
| Шахтёр           | Итого            | Итого            | 1    | 0    | 2     | 1     | 0           | 0           | 3     | 1     |
| Всего за карьеру | Всего за карьеру | Всего за карьеру | 20   | 2    | 4     | 1     | 0           | 0           | 24    | 3     |